# Eiglera homalomorpha
Eiglera homalomorpha är en lavart som först beskrevs av William Nylander och fick sitt nu gällande namn av Clauzade & Cl. Roux. 
Eiglera homalomorpha ingår i släktet Eiglera och familjen Hymeneliaceae.   Inga underarter finns listade i Catalogue of Life.